# PubMed
PubMed — електронна база даних медичних і біологічних публікацій, в якій викладені абстракти публікацій англійською мовою; PubMed створено на основі розділу «біотехнологія» Національної медичної бібліотеки США (NLM). Базу даних розробив Національний центр біотехнологічної інформації (NCBI). PubMed є безкоштовною версією бази даних MEDLINE. PubMed вперше був представлений в січні 1996 року

## Вміст
Крім даних з MEDLINE, PubMed надає доступ до:
- старіших посилань з друкованих версій Index Medicus з 1951 року і раніше;
- посилання на деякі журнали, перш ніж вони були проіндексовані в Index Medicus і MEDLINE, наприклад, Science, BMJ, і Annals of Surgery;
- дуже свіжі записи статей, перш ніж вона індексуються у Medical Subject Headings (MeSH) і додаються в MEDLINE;
- колекція доступних повнотекстових книг та інші дані NLM[3]

Багато абстрактів в PubMed містять посилання на повні тексти статей, і деякі з яких знаходяться у вільному доступі, часто в PubMed Central і місцевих дзеркал, таких як UK PubMed Central.
Інформація про журнали, що індексуються в PubMed, знаходиться в NLM Catalog
Станом на 14 квітня 2012 року PubMed має більш 21,70 мільйонів записів, починаючи з 1966 року, і вибірково навіть із 1865 року, і дуже вибірково — з 1809; кожного року додаються близько 500000 нових записів. 12,38 мільйонів з цих статей наведено з резюме, а також 12,81 млн статей мають посилання на повний текст (у тому числі 3540000 статті доступні повнотекстово,  безкоштовно для будь-якого користувача). Щоб побачити поточний розмір бази даних, введіть «1800:2100[dp]» чи «all[sb]» у вікні пошуку PubMed
База даних доступна через двигун NCBI-Entrez — центральну пошукову систему найважливіших медичних баз даних, що включає також OMIM, PubChem та інші. Кожна стаття є проіндексована в системі медичних предметних рубрик.
PubMed документує медичні та біологічні статті із спеціальної літератури, а також дає посилання на повнотекстові статті.
PubMed надає безкоштовний доступ до статей в базі даних MEDLINE і також до деяких журнальні статей, що не відносяться до неї. PubMed також забезпечує доступ до тематичних вебсайтів, та інших проєктів NCBI. У PubMed, переважно, публікуються реферати статей, документів. У кожній статті присутнє посилання на журнал видавництва, в якому з'явилася стаття — там, де в деяких випадках можна отримати і повну версію, — а іноді і до проєкту PubMed Central, де вона знаходиться у вільному доступі.
PubMed включає в себе дані з наступних областей: медицина, стоматологія, ветеринарія, психологія, біологія, генетика, біохімія, цитологія, біотехнологія, біомедицина і т. д. Документовано близько 3800 біомедичних видань. Щорічно база даних PubMed збільшується на 500 000 документів. Пошук відбувається за принципом Medical Subject Headings (MeSH). Станом на квітень 2008 року база становила близько 5200 журналів з більш ніж 80 країн
Кожній статті присвоюється ідентифікаційний номер PubMed-ID (PMID).

## Характеристики

### Стандартний пошук
Простий пошук в PubMed може бути здійснена шляхом введення ключових слів предмета у вікні пошуку PubMed в.
PubMed переводить це первісна формулювання пошуку і автоматично додає імена полів, відповідні терміни MeSH, синоніми, логічні оператори, а також відповідних «гнізд», що істотно підвищують точність пошуку — це, зокрема, регулярні об'єднання (за допомогою оператора OR) та MeSH терміни.
Приклади, наведені в підручнику PubMed, що пояснюють автоматичний процес пошуку (англійською):
Causes Sleep Walking перекладається як («etiology»[Subheading] OR «etiology»[All Fields] OR «causes»[All Fields] OR «causality»[MeSH Terms] OR «causality»[All Fields]) AND («somnambulism»[MeSH Terms] OR «somnambulism»[All Fields] OR («sleep»[All Fields] AND «walking»[All Fields]) OR «sleep walking»[All Fields])
Також,
Heart Attack Aspirin Prevention перекладається як («myocardial infarction»[MeSH Terms] OR («myocardial»[All Fields] AND «infarction»[All Fields]) OR «myocardial infarction»[All Fields] OR («heart»[All Fields] AND «attack»[All Fields]) OR «heart attack»[All Fields]) AND («aspirin»[MeSH Terms] OR «aspirin»[All Fields]) AND («prevention and control»[Subheading] OR («prevention»[All Fields] AND «control»[All Fields]) OR «prevention and control»[All Fields] OR «prevention»[All Fields])
Інтерфейс нового PubMed, запущений в жовтні 2009 року, рекомендує використовувати швидкі, Google-подібні формулювання,. Вони також були описані як «телеграфний» пошук.

### Всезагальний пошук
Для всебічного, оптимального, пошуку в PubMed'і необхідно мати повне уявлення про його основні компоненти, MEDLINE, і особливо MeSH (Медичні предметні рубрики) контрольований словник, який використовується для індексування статей MEDLINE. Вони можуть також вимагати складної стратегії пошуку, використання імен полів (тегів), правильного використання лімітів та інші функції Найкркраще за всіх пошук здійснюється фахівцями PubMed або бібліотекарями
які можуть правильно вибрати тип пошуку і ретельно налаштувати його для повноти і точності. Було висловлено припущення, що навіть комплексний огляд літератури може здійснюватися за допомогою простого уважного формулювання пошуку

### Клінічні запити/систематичні огляди
Особливістю PubMed є його категорія «Клінічні запити (англ. Clinical Queries)», з підтипами «Клінічна Категорія (англ. Clinical Category)», «Систематичні огляди літератури (англ. Systematic Reviews)» і «Медична генетика (англ. Medical Genetics)», у яких можна налашувати автоматично «фільтри» для виявлення істотних, надійних досліджень. Оскільки «клінічні запити» можуть створити невеликий набір надійних досліджень з великою точністю, було висловлено припущення, що цей розділ PubMed може бути використаний як ресурс «швидкої допомоги».

### Тематичні статті
Посилання, що оцінюються особливо актуально, можуть бути відзначені як «тематичні статті (Related articles)». Якщо необхідно, можна вибрати деякі дослідження і всі пов'язані з ними статті, що можуть бути отримані (в PubMed або будь-яких інших базах даних NCBI Entrez) за допомогою опції «Знайти пов'язан дані». Відповідні статті будуть відображені в порядку «спорідненості». Щоб створити ці списки статей, PubMed порівнює слова з назви і резюме кожної цитати, використовуючи потужний словесний алгоритм. Функція «тематичних статей» була визнана настільки точною, що деякі дослідники припускають, щовона може бути використана замість повного пошуку.

### Прив'язка до заголовків і підзаголовків MeSH
Сильною рисою PubMed є його здатність автоматично зв'язуватся з MeSH заголовками і підзаголовками. Приклад: посилання «неприємний запах з рота» є зв'язано з (і включає в пошук) «поганий запах з рота», «серцевий напад» — «інфаркт міокарда», «рак молочної залози» — «груди новоутворень». За необхідності ці терміни MeSH можуть бути автоматично «розширеними», тобто використовуватимуться конкретніші терміни. Ця важлива функція дозволяє PubMed'у зробити автоматичні пошуки більш чутливими і дозволяє уникнути хибно-негативних (пропущених) результатів, компенсуючи промахи різноманітністю медичної термінології.

### Мій NCBI
Додаткова опція PubMed'у «Мій NCBI» (з безкоштовною реєстрацією) надає інструменти для
- збереження пошуків
- фільтрації результатів пошуку
- настройки автоматичного сповіщення електронною поштою
- збереження набору посилань, отриманих в рамках пошуку PubMed
- налаштування форматів відображення або виділення пошукових запитів

і широкий спектр інших варіантів «Мій NCBI» може бути доступним з будь-якого комп'ютера з вебдоступом.
Більш рання версія «My NCBI» називалася «PubMed Cubby».

### LinkOut
LinkOut — NLM засіб для зв'язку (і надавати повний текст) локальних сховищ журналів. Приблизно 3200 сайтів (переважно академічних інститутів) беруть участь в цій установі NLM, починаючи з університету Ольборга в Данії, закінчуючи ZymoGenetics Сієтла. Користувачі цих установ бачать логотип установ в результатах пошуку PubMed'у (якщо журнал існує в цій установі), а також отримують доступ до повних текстів публікацій.

### PubMed для КПК/мобільних
PubMed / MEDLINE також доступний і через мобільні пристрої, використовуючи, наприклад, «PICO» варіант (для конкретних запитів), створений NLM. Також є доступна опція 'PubMed Mobile', що забезпечує доступ до мобільної, спрощеної версії PubMed'у.

### AskMEDLINE
askMEDLINE, вільнотекстовий інструмент запиту для MEDLINE/PubMed, що розробив NLM, який також використовується у смартфонах та мобільних комп'ютерах.

### Ідентифікатор PubMed
PMID (унікальний ідентифікатор PubMed) — унікальний номер (UID), який має кожен запис у PubMed'і.
Надання публікації PMID або PMCID нічого не каже про тип чи якість вмісту. PMID надаються 'листам до редакції', думкам редакторів, оглядовим колонкам і будь-якому іншому тексту, який редактор вирішить включити в журнал. Наявність ідентифікаційного номера теж не є доказом того, що документи не були причетні до звинувачення в шахрайстві, некомпетентності або неправомірних дій. Оголошення про будь-які корекції оригінальних робіт також мають PMID.

## Альтернативний інтерфейс
Національна медична бібліотека орендує інформацію MEDLINE до ряду приватних виробників, таких як Ovid Technologies, Dialog(онлайнова база даних), EBSCO Publishing, Knowledge Finder і багатьох інших комерційних, некомерційних та освітніх провайдерів. Видано більше 500 ліцензій, з них більше 200 — неамериканські провайдери. У безкоштовній ліцензії на використання даних MEDLINE NLM фактично надає безкоштовний полігон для широкого кола альтернативних інтерфейсів і доповненнь PubMed'у, одної з дуже небагатьох великих, професійно курованих баз даних, які пропонують цей варіант.
Лу ідентифікує зразки з 28 поточних і безкоштовний вебверсій PubMed, які не вимагають установки або реєстрації, і які згруповані у чотири категорії:
- Ранжування результатів пошуку, наприклад: eTBLAST, Hakia, MedlineRanker;[26] MiSearch;[27]
- Кластеризація результатів по темах, авторах, журналах і т. д., наприклад: Anne O'Tate,[28] ClusterMed,[29]
- Підвищення семантики і візуалізації, наприклад: CiteXplore, EBIMed,[30] MedEvi,[31]
- Покращений інтерфейс пошуку, наприклад: askMEDLINE;[32] BabelMeSH,[33] PubCrawler,[34]

Оскільки більшість з цих та інших альтернатив покладаються переважно на PubMed / MEDLINE дані, отримані за ліцензією NLM / PubMed, для них був запропонований термін «похідні PubMed'у».